# Evert Bastet
Evert Bastet (ur. 30 maja 1950 w Maracaibo) – kanadyjski żeglarz sportowy. Srebrny medalista igrzysk olimpijskich w 1984 w Los Angeles, dwukrotny mistrz świata.

## Życiorys
Urodził się w Maracaibo. w Wenezueli, zamieszkał w Kanadzie w 1955. Startował na trzech igrzyskach olimpijskich, zawsze w klasie Latający Holender. W 1972 w Monachium zajął 15. miejsce, w 1976 w Montrealu 4. miejsce (płynąc z Hansem Foghem), a w 1984 w Los Angeles, startując razem z Terrym McLaughlinem zdobył srebrny medal. Był również zawodnikiem rezerwowym w 1968, 1988 i 1992.
Był mistrzem świata w klasie Latający Holender w 1973 i 1980 oraz brązowym medalistą w tej klasie w 1974 i 1982.